# Nyby (Sydslesvig)
 For alternative betydninger, se Nyby. (Se også artikler, som begynder med Nyby)
Nyby (dansk) eller Nieby (tysk) er en landsby og kommune beliggende ved Gelting Birk i det nordlige Angel i Sydslesvig. Administrativt hører kommunen under Slesvig-Flensborg kreds i den nordtyske delstat Slesvig-Holsten. Den sydslesvigske kommune består ved siden af landsbyen Nyby af bebyggelserne Fovlshoved (på dansk også: Falshoved, på tysk Falshöft), Bæverø (Beveroe), Ellestol (også Elstol, ty. Elstohl), Gulvdhovedknub (Goldhöftberg) og Nyby Vestermark (Niebywesterfeld). Kommunen samarbejder med nabokommunerne i Gelting Bugt kommunefællesskab (Amt Geltinger Bucht). I kirkelig henseende hører kommunen under Gelting Sogn. Gelting Sogn lå i den danske tid indtil 1864 i Kappel Herred (oprindelig Ny Herred, Flensborg Amt, Sønderjylland).

## Geografi
Nord for byen ligger naturreservatet Gelting Birk, som består af små bøgeskove, klitter, saltenge, mose- og hedeområder. I syd grænser kommunen mod nabokommunerne Pommerby og Gelting. 

## Historie
Nyby er første gang nævnt 1460. Den nye by var formodentlig efterfolgere for den i pest-tiden affolkede by Solby. Solby omtales allerede i 1409 som øde. Solby var beliggende nordøst for Pommerby ved Langmark-Soltoft, navnets første led referer til sump (oldnordisk sol≈mudder, pyt, sump). Senere byggedes lidt nord for den forsvunde by Solby en ny by (Nyby), som 1460 havde 12 gårde. Fovlshoved eller Falshoved er første gang nævnt 1231. Formen viser, at forleddet indeholder ordet fugl (glda. foghl) og sandsynligvis er sammentrukket af navnet fughælnæs. Fovls- har bevaret den ældre danske udtale (i modsætning til det nyere Fals-).